# Thysanus rusti
Thysanus rusti är en stekelart som beskrevs av Philip Hunter Timberlake 1924. Thysanus rusti ingår i släktet Thysanus och familjen långklubbsteklar. Inga underarter finns listade i Catalogue of Life.